# Louye
Louye ist eine französische Gemeinde mit 215 Einwohnern (Stand: 1. Januar 2022) im Département Eure in der Region Normandie. Sie gehört zum Arrondissement Évreux und zum Kanton Saint-André-de-l’Eure.
Die Einwohner werden Louyais genannt.

## Geographie
Louye liegt etwa 28 Kilometer südsüdöstlich von Évreux am Fluss Coudanne.

### Nachbargemeinden
Umgeben ist Louye von den Nachbargemeinden Courdemanche im Norden und Westen, Marcilly-sur-Eure im Norden und Nordosten, Saint-Georges-Motel im Osten und Südosten, Muzy im Süden und Südwesten sowie Mesnil-sur-l’Estrée im Westen und Südwesten.

## Bevölkerungsentwicklung
| Jahr      | 1962 | 1968 | 1975 | 1982 | 1990 | 1999 | 2006 | 2013 |
| --------- | ---- | ---- | ---- | ---- | ---- | ---- | ---- | ---- |
| Einwohner | 147  | 119  | 127  | 149  | 175  | 176  | 219  | 246  |

## Sehenswürdigkeiten
- Kirche Saint-Nicolas, Monument historique
- Schloss Louye mit Park, Monument historique
- Schloss La Héruppe (1913 bis 1916 erbaut), Monument historique seit 2002

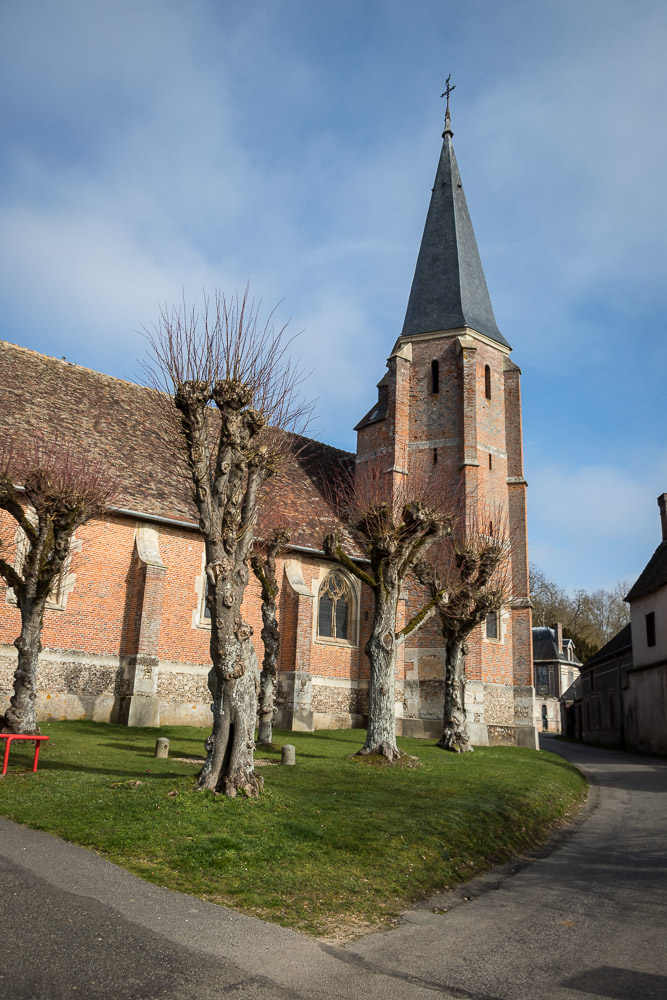
Kirche Saint-Nicolas